# Vale (virksomhed)
Vale S.A. er et brasiliansk mineselskab, der også er aktiv inden for logistik og elektricitetsforsyning. Virksomheden blev etableret i 1942 under navnet Companhia Vale do Rio Doce (CVRD), som skete via en sammenlægning af jernmalmselskabet Itabira og jernbanevirksomheden Vitoria-Minas. Virksomheden var tidligere statsejet, men blev privatiseret i 1997. Med sine 26.000 ansatte er Vale det største mineselskab i Sydamerika. Hovedkontoret ligger i Rio de Janeiro. Gennem opkøb af det canadiske mineselskab INCO i 2006 blev virksomheden en global aktør. Dette førte også til, at man ændrede navnet fra CVRD til Vale i 2007.
Virksomheden udvinder jernmalm, stål, bauxit, aluminium, mangan, kobber og nikkel. Vale driver desuden virksomhed inden for logistik og opererer jernbanetrafik på en strækning af omtrent 9.000 kilometer. Virksomheden står for omtrent 4½ procent af det totale energiforbrug i Brasilien.